# 2014년 3월 죽음
다음은 2014년 3월에 사망한 저명한 인물 목록이다.
- 3월 7일 - 미국의 성우 핼 더글러스
- 3월 8일
  - 대한민국의 정치인 박은지
  - 대한민국의 정치인 선우종원
- 3월 9일
  - 대한민국의 가수 우봉식
  - 아프가니스탄 모하마드 파힘
- 3월 12일 - 대한민국의 음악가 이은관
- 3월 19일 - 미국의 목회자 프레드 펠프스
- 3월 21일
  - 미국의 영화배우 제임스 레브혼
  - 프랑스의 영화감독 알랭 레네
- 3월 27일 - 미국의 정치인 제임스 로드니 슐레진저
- 3월 28일 - 대한민국의 정치인 김달수
- 3월 30일 - 영국의 영화배우 케이트 오마라